# 11844 Ostwald
A 11844 Ostwald (ideiglenes jelöléssel 1987 QW2) a Naprendszer kisbolygóövében található aszteroida. Eric Walter Elst fedezte fel 1987. augusztus 22-én.
Nevét Wilhelm Ostwald (1853 – 1932) Nobel-díjas kémikus után kapta.